# Подберезье (Локнянский район)
Подбере́зье — село в Локнянском районе Псковской области России. Административный центр Подберезинской волости.
Расположена в 35 км к востоку от райцентра Локня на реке Ловать, при впадении в неё реки Хлавица.

## Население
| 2001 | 2002 | 2010 |
| ---- | ---- | ---- |
| 745  | ↘646 | ↘493 |

Численность населения деревни по оценке на начало 2001 года составляла 745 жителей.

## История
Погост Троица-Хлавица – один из древнейших на Псковской земле. По преданию, основан в X веке Княгиней Ольгой. В 1011 году упомянут в уставе князя Владимира. В XIII веке находящийся здесь большой и богатый монастырь неоднократно подвергался нападениям литовцев. В 1580-1581 годах в Троице-Хлавице проходили бои с польской армией короля Стефана Батория.

## Достопримечательности
- Храм Святой Троицы[6]. Впервые погост Троица — Хлавица с Церковью упоминается в Церковном уставе Владимира в 1011 году. Нынешнее здание храма построено в 1811 году[7].